# Enílton
Enílton Menezes de Miranda (ur. 11 października 1977) – brazylijski piłkarz występujący na pozycji napastnika.

## Kariera piłkarska
Od 1996 do 2010 roku występował w Boavista, FC Sion, Yverdon, Coritiba, Tigres UANL, Atlético Mineiro, Vitória, EC Juventude, SE Palmeiras, Omiya Ardija, CR Vasco da Gama, Sport Recife, Paulista, Paysandu SC i Brasiliense.